# Ntsaoueni
 (signalé en mai 2025).
Si vous disposez d'ouvrages ou d'articles de référence ou si vous connaissez des sites web de qualité traitant du thème abordé ici, merci de compléter l'article en donnant les références utiles à sa vérifiabilité et en les liant à la section « Notes et références ».
- Archive Wikiwix
- Bing
- Cairn
- DuckDuckGo
- E. Universalis
- Gallica
- Google
- G. Books
- G. News
- G. Scholar
- Persée
- Qwant
- (zh) Baidu
- (ru) Yandex
- (wd) trouver des œuvres sur Wikidata

Ntsaoueni est une ville des Comores, située sur la côte nord-ouest de la Grande Comore dans la région de Mboudé dont elle est la capitale. Peuplée d'environ 6 500 habitants, Ntsaoueni est une ville avec une population principalement bantoue.

## Histoire
C'est la ville par laquelle la religion musulmane s'est introduite aux Comores et la capitale de la région de M'boudé. Mtswamwindza, de son vrai nom Mhassi Fessima, fils du chef de Batsa Itsandra (Bedja d'Itsandra), est un des rois ayant régné sur la ville. Au VIIe siècle, il entreprend un périple en Arabie, en compagnie de commerçants arabes ayant échoué sur les côtes d'une plage de l'île de la Grande Comore. Il se rend ainsi à Médine où, il se convertit a l'Islam puis retourne dans sa ville, Ntsaouéni, où toute la population du pays venait apprendre les règles de la nouvelle religion.
Ntsaoueni est le lieu du premier acte de désobéissance civile de l'histoire des Comores : le conflit dit « de Soidiki Hadji », du nom du député comorien natif de Ntsaoueni, qui a osé dire non au président des Comores, Said Mohamed Cheikh, à propos d'une mesure injuste de découpage de circonscription électorale.

## Transports
Ntsaoueni est, après Domoni (Mboudé), la ville la plus proche du principal aéroport comorien, l'aéroport international Prince Said Ibrahim, qui se trouve seulement à environ 7 km au sud.

## Monuments et sites
À Ntsaoueni, se trouvent deux monuments d'une grande valeur historique: la tombe de Mtsoimwindza et celle de Mohamed Ben Othman, fils de Othman Ben Affane, 3e calife de l'Islam, dont c'était le neuvième enfant.